# Brady Haran
Brady John Haran, född 18 juni 1976 i Adelaide i Australien, är en australisk-brittisk journalist, filmare och programledare, mest känd för att ha producerat utbildningsfilmer och dokumentärer för BBC News och för sina Youtube-videor.
Haran föddes i Australien 1976. Han hoppade av sin journalistutbildning för att börja arbeta som journalist på The Adelaide Advertiser 1995. Han flyttade till Nottingham i Storbritannien 2002, där han fick ett nytt journalistjobb på BBC. Genom sitt arbete fick han kontakter på University of Nottingham och började producera en dokumentär om vetenskapsmän och deras forskning. Projektet, som kallades "Test Tube", mynnade ut i att Haran lade upp videorna på videowebbplatsen Youtube. Han skapade sedan kanalerna "Periodic Videos" och "Sixty Symbols" och fortsatte att producera videor. Han lämnade BBC 2009 för att arbeta heltid som oberoende, Youtube-baserad filmskapare. Totalt driver han 14 kanaler och har producerat över 1 500 filmer, de flesta om naturvetenskap och närliggande ämnen.
Haran medverkar även på poddarna Hello Internet, med CGP Grey och The Unmade Podcast,  med Tim Hein. På Hello Internet brukar Haran och Grey diskutera saker som har hänt och svara på frågor de har fått från tidigare avsnitt. Podden har även en stark koppling till webbsidan reddit där diskussioner bukar ske efter att en episod laddats upp. I december 2019 har Hello Internet 132 avsnitt. The Unmade Podcast är en podd där Haran och Hein diskuterar idéer på poddar. Ett exempel är Groundhog Day podcast där de bara pratar om samma sak varje dag. I december 2019 har the The Unmade Podcast 37 avsnitt.
Haran har belönats flera gånger för sina Youtube-videor. För kanalen "Test Tube" fick han Stevie Awards pris för "Best Public Information/Interactive and Multimedia" 2008. För kanalen "The Periodic Table of Videos" har han bland annat fått Sciences pris för "Online Resources in Education" 2011, Webby Awards pris för "Reality Online Film & Video" 2012 och Royal Society of Chemistrys pris "Nyholm Prize for Education" (2013). Haran belönades 2021 med Australienordens medalj för sina insatser inom etermedia och onlinemedia.

## Videokanaler
- BackstageScience
- Bibledex
- BradyStuff
- Computerphile
- Deep Sky Videos
- FavScientist
- Foodskey
- Nottingham Science
- Numberphile
- Objectivity
- Periodic Videos
- PsyFile
- PhilosophyFile
- Sixty Symbols
- Words of the World